# Abrothrix
Abrothrix (Waterhouse, 1837) è un genere di roditori della famiglia dei Cricetidi.

## Descrizione

### Dimensioni
Al genere Abrothrix appartengono roditori di piccole dimensioni, con lunghezza della testa e del corpo tra 66 e 145 mm, la lunghezza della coda tra 46 e 102 mm e un peso fino a 60 g.

### Caratteristiche craniche e dentarie
Il cranio presenta un rostro lungo ed una scatola cranica rotonda. Le ossa nasali si estendono anteriormente a formare un canale. Gli incisivi superiori sono larghi e lisci, i molari hanno la corona alta.
Sono caratterizzati dalla seguente formula dentaria:

### Aspetto
La pelliccia è lunga e soffice, le parti dorsali variano dal grigiastro al fulvo, le parti ventrali sono bianche o grigiastre. Il muso è appuntito, talvolta i lati sono più brillanti. Le orecchie sono relativamente piccole e rotonde, in alcune forme sono presenti delle macchie bianche alla loro base posteriore. I piedi sono grandi e robusti, le piante ed i palmi sono privi di peli. Le dita sono munite di artigli robusti. La coda è più corta della testa e del corpo, è scura sopra, più chiara sotto ed è ricoperta di corti peli.

## Distribuzione e habitat
Sono roditori terricoli diffusi in America meridionale, dal Perù meridionale fino alla Terra del Fuoco.

## Tassonomia
Il genere comprende 9 specie:
- Abrothrix andina
- Abrothrix hirta
- Abrothrix illutea
- Abrothrix jelskii
- Abrothrix lanosa
- Abrothrix longipilis
- Abrothrix manni
- Abrothrix olivacea
- Abrothrix sanborni

Abrothrix markhami, in precedenza considerata una specie a sé stante, è attualmente considerata come sottospecie di A. olivacea (A. olivacea markhami).